# Miiko Albornoz
Miiko Martín Albornoz Inola, född 30 november 1990 i Stockholm, är en svensk-chilensk fotbollsspelare som spelar för Vejle BK. Albornoz spelar för det chilenska landslaget och var uttagen att spela i VM i Brasilien 2014. Hans far är från Chile och hans mor från Finland. Hans bror Mauricio Albornoz är också fotbollsspelare.

## Fotbollskarriär
Albornoz började sin professionella karriär i IF Brommapojkarna 2007-2011. Debuten i seriespel skedde under säsongen 2008 i Superettan medan allsvenska debuten skedde i april 2009. Han har även spelat för ett antal av Sveriges ungdomslandslag, det högsta av dessa är Sveriges U21-landslag. 
I mitten av augusti 2011 bytte Albornoz klubb från BP till det Champions League-kvalande Malmö FF med ett kontrakt på 4 år. I Malmö FF tog han över spelarnummer 14 från Guillermo Molins. Albornoz gjorde sin debut för klubben i en match mot GAIS i Allsvenskan den 20 augusti 2011. Under sin första säsong i MFF fick han spela 6 matcher för laget i allsvenskan. I början av säsongen 2012 började Albornoz att spela som högerback för Malmö FF, detta trots att han var vänsterfotad och aldrig hade spelat i denna position tidigare. Albornoz spelade en av sina bästa matcher för MFF som högerback mot AIK den 2 juli 2012 då han utsågs till matchens lirare. Den 27 augusti gjorde Albornoz sitt första mål för klubben på hemmaplan mot GIF Sundsvall. Han spelade 27 matcher och gjorde 3 mål för MFF under 2012.
Albornoz blev den 19 juni 2014 klar för Hannover 96. Kontraktet skrevs på tre år från 1 juli 2014. I maj 2017 förlängde han sitt kontrakt i klubben med tre år.
I mars 2021 värvades Albornoz av chilenska Colo-Colo.

## Chilenska landslaget
Albornoz blev uttagen att spela i svenska herrlandslaget men avböjde för att istället spela för det chilenska landslaget och möjligheten att spela i VM i Brasilien. Möjligheten att representera Chile hade han då hans far är chilenare.
I vänskapsmatchen mot Costa Rica 22 januari 2014, som var Albornoz debutmatch, gjorde han första målet och Chile vann med 4-0. Den 13 maj blev han uttagen till den preliminära VM-truppen för att spela om en plats i den slutgiltiga VM-truppen. Den 1 juni fastställde förbundskaptenen Jorge Sampaoli truppen, vilken innehöll Albornoz. Han fick dock ingen speltid under mästerskapet.
Han var uttagen i landslaget för att spela i Copa América 2015.

## Åtal och dom
Den 12 februari 2013 dömdes Albornoz för sexuellt utnyttjande av barn och fick en villkorlig dom. Detta då flickan var 14 och inte uppnått sexuell myndighetsålder medan han var 21 år vid gärningen. I domslutet skrev rätten ”Det framgår tydligt att det var ett planerat och ömsesidigt önskat samlag. Åklagaren hade yrkat på villkorligt straff med hänsyn till hans karriär och offentliga ställning.
Åtalet och domen fick medial uppmärksamhet i Sverige. I samband med matcher har burop och nedsättande ramsor riktats mot Albornoz.
Som ett resultat av åtalet och domen tog Albornoz några månaders timeout och var avstängd en period. Albornoz missade därför de första två allsvenska matcherna 2013, den 22 april 2013 blev hans första ligamatch för Malmö FF den säsongen.